# انتهای دالانی تاریک
انتهای دالانی تاریک (انگلیسی: Down a Dark Hall) یک فیلم در سبک مهیج، فانتزی و درام به کارگردانی رودریگو کورتس است که در ۱۷ اوت ۲۰۱۸ از سوی سامیت انترتینمنت منتشر شد.

## خلاصه داستان
داستان درباره ی کیت گوردی دانش‎آموز جدید مدرسه‎ شبانه‌روزی بلک‎وود است. پس از ورود به آنجا دیری نمی‌گذرد که او خود را در میان نیروهای تاریک سرپرست مدرسه و رخدادهای غیرقابل باور، گرفتار می‌بیند و…

## بازیگران
- آناسوفیا راب
- اوما تورمن
- ایزابل فورمن
- رزی دی
- جودی می
- پیپ تورنس
- کریستی میچل
- دیوید الیوت